# Autoserica callosiventris
Autoserica callosiventris är en skalbaggsart som beskrevs av Moser 1916. Autoserica callosiventris ingår i släktet Autoserica och familjen Melolonthidae. Inga underarter finns listade.